# بابك نيك طلب
بابك نيك طلب (بالفارسية: بابک نیک طلب) (22 أبريل 1934) شاعر وكاتب إيراني. حصل على السرو الذهبي في مهرجان الفجر الدولي الخامس للشعر وجائزة عباس يميني شريف الأولى.وقد أطلق عليه لقب أبو الأناشيد الإيرانية للأطفال والمراهقين.

## سيرة شخصية
ولد بابك نيك طلب في 30 يوليو 1967 في طهران. بدأ بتأليف الشعر في سن 16.تم نشر كتابه المستقل الأول في عام 1992.هو خبير أدبي في وزارة التربية والتعليم الإيرانية ، مركز التنمية الفكرية للأطفال والمراهقين ومجلس الشعر والموسیقی فی وزارة الثقافة والإرشاد. وهو أحد شعراء أدب الأطفال الإيرانيين وقد أطلق عليه لقب والد انشودة للمراهقين الإيرانيين.

## بعض الجوائزه
- أول شخص في قسم الشعر للأطفال والمراهقين من الدورة الخامسة لمهرجان فجر الشعر الدولي 2010[4][5][6][7]
- حصل على السرو الذهبي في مهرجان الفجر الدولي الخامس للشعر الدولي 2010[4][5][6][7]
- حائز على جائزة عباس يميني الشريف الأولى في عام 2012 من قبل مجلس كتاب الأطفال في إيران[8][9]
- الفائز بكتاب سروش نجوان للعام 1992 [1][10]
- الجهاز اللوحي الذهبي مهرجان الكتاب الرابع لمركز التنمية الفكرية للأطفال والمراهقين[1][10]